# Air America Radio
Air America, à l'origine Air America Radio, est un ancien réseau de radiodiffusion américain, qui a commencé à émettre le 31 mars 2004 et qui a cessé toute diffusion le 21 janvier 2010.
De sensibilité politique à la fois libérale (au sens américain du terme) et de gauche, la radio diffuse diverses émissions de débat, journaux d'information, interviews de personnalités libérales, avec appel d'auditeurs. Randi Rhodes, Thom Hartmann, et Robert Kennedy Jr sont les principaux animateurs de la radio. Les animateurs anciens de la radio sont Al Franken, Janeane Garofalo et Jerry Springer.